# Satyrus armandi
Satyrus armandi är en fjärilsart som beskrevs av Wagener 1959 . Satyrus armandi ingår i släktet Satyrus och familjen praktfjärilar. Inga underarter finns listade.